# Marcel Schneider (Manager)
Marcel Schneider (* 2. Oktober 1964 in Linthal GL) ist ein Schweizer Manager.

## Beruflicher Werdegang
Vor seinem Studium war Schneider Fussballtorhüter beim FC Glarus und FC St. Gallen in der Schweizer Nationalliga A.
Schneider schloss sein Elektro-Ingenieur Studium im Jahre 1991 an der HTL St. Gallen ab. Sein Aufbaustudium zum Wirtschaftsingenieur STV absolvierte er an der Kaderschule St. Gallen und diplomierte im Jahre 1994.
Nach seinem Studium arbeitete Schneider vier Jahre als Leiter der Serviceabteilung bei Bosch Telecom in der Schweiz. Im Jahre 1996 wurde er Abteilungsleiter von Philips Business Communications in der Schweiz und zwei Jahre später Geschäftsführer in Deutschland. 2001 wechselte er in die Geschäftsleitung der Firma Dell Computer Deutschland und wurde verantwortlich für das Grosskundengeschäft. Von 2004 bis 2008 war er Geschäftsführer der Sun Microsystems in Deutschland und Österreich. Im Jahre 2008 wurde er Geschäftsführer von Microsoft in Deutschland und leitete das Grosskundengeschäft. Im Anschluss daran übernahm er bei Microsoft die General-Manager-Verantwortung von 24 Ländern in Zentral- und Osteuropa. 2011 wurde er zum Vorsitzenden der Geschäftsführung der Fujitsu Technology Solutions in Zentraleuropa berufen. 2013 wechselte er zu CA Technologies und wurde Vice President für Zentral-Europa.

## Privatleben
Schneider lebt seit 1998 in Deutschland. Er ist mit der deutschen Moderatorin Sylvia Bommes verheiratet und hat einen Sohn. Seit 2014 ist Schneider Privatier. Am 20. August 2019 hat er mit seiner Frau den Roman Herzmalerei veröffentlicht.